# یوکی پاور
یوکی پاور (انگلیسی: UK Power) شرکت برق بریتانیایی است، که در سال ۲۰۱۰ تأسیس شد.